# Tywonia
Tywonia – wieś w Polsce położona w województwie podkarpackim, w powiecie jarosławskim, w gminie Pawłosiów.
| SIMC    | Nazwa     | Rodzaj    |
| ------- | --------- | --------- |
| 0607989 | Biedaczów | część wsi |
| 0607995 | Sitniki   | część wsi |

W latach 1975–1998 miejscowość administracyjnie należała do województwa przemyskiego.

## Historia
Według Słownika geograficznego Królestwa Polskiego Tywonia w okresie zaborów to wieś w powiecie jarosławskim. Położona  w okolicy pagórkowatej, przy drodze z Jarosławia (4,7 km) na zachód do Przeworska. Graniczy na wschodu z przedmieściami Jarosławia, na płn. z Kruhelem Pełkińskim, na wschodzie z Oźańskiem a na południu ze Szczytnem.  Gleba według opisu  urodzajna (glinka), wzorowo uprawiana. We wsi w roku 1892 funkcjonowała Kasa pożarowa z kapitałem 168 złp. Wieś składała się z 36 domów zamieszkałych przez 231 mieszkańców w tym 203 katolików, 20 grekokatolików i 8 izraelitów. Parafie rzymskokatolicka i greckokatolicka w Jarosławiu.
Podzielona była na dwie części  - posiadłość większa Wilhelma hrabiego Siemińskiego-Lewickiego posiadała 382 mórg roli, 38 mórg łąk, 6 mórg ogrodów oraz 2 morgi 102 sążni parcel budowlanych. Posiadłość mniejsza 195 mórg roli, 24 mórg łąk i ogrodów i 9 mórg pastwisk.

## Urodzeni w Tywoni
30 lipca 1891 roku w Tywoni urodził się pułkownik Ignacy Misiąg.